# Desmeocraera dambae
Desmeocraera dambae is een vlinder uit de familie tandvlinders (Notodontidae). De wetenschappelijke naam van deze soort is voor het eerst geldig gepubliceerd in 1913 door Bethune-Baker.
De soort komt voor in tropisch Afrika.